# Bram Kret

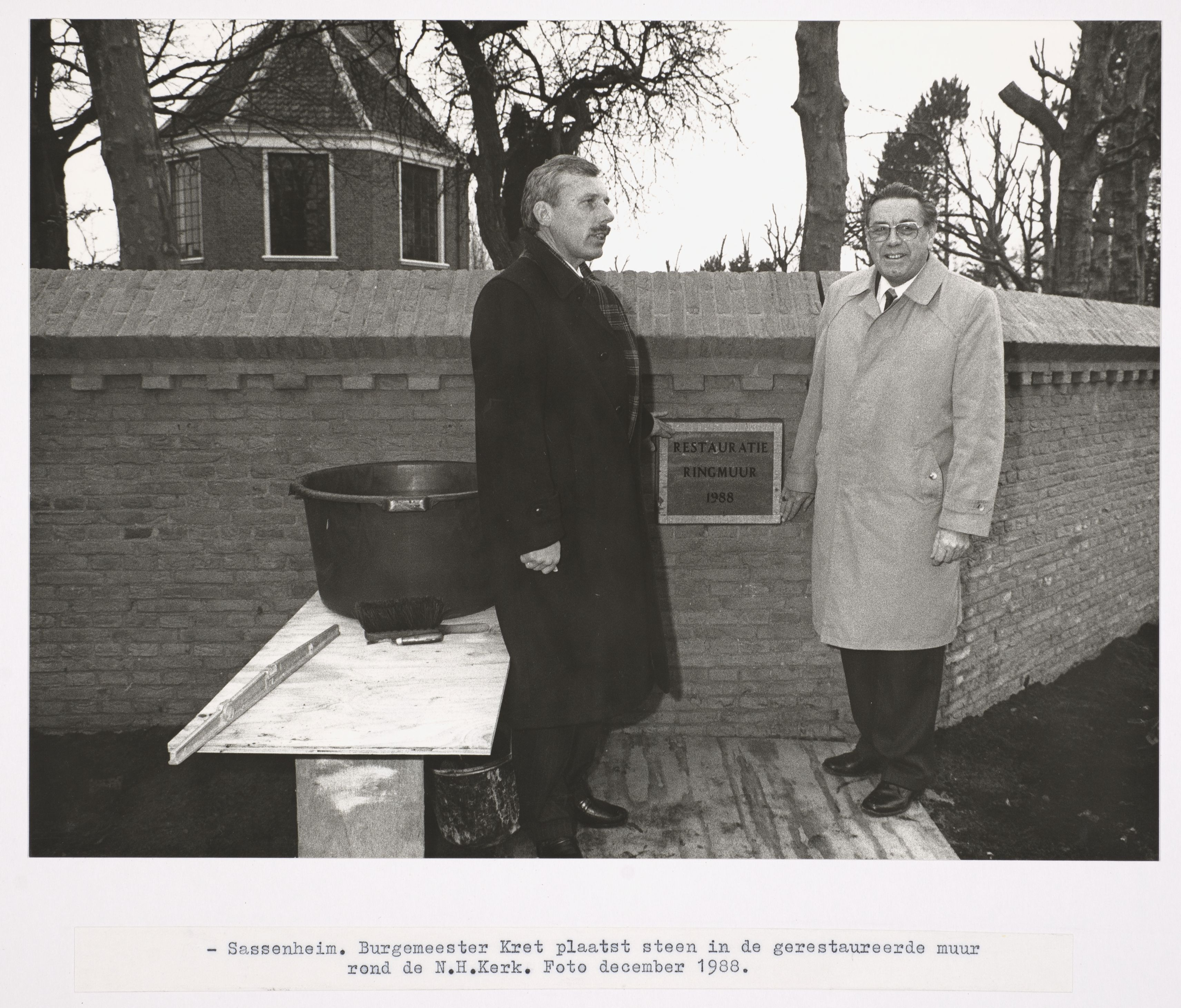
Bram Kret (rechts) in 1988

Abraham Jacobus (Bram) Kret (Leiden, 8 april 1928 – Sassenheim, 16 oktober 1993) was een Nederlands politicus van de ARP en later het CDA.
Hij heeft theologie gestudeerd aan de Rijksuniversiteit Utrecht en was vanaf 1952 vicaris in Zeist. Het jaar erop werd hij bevestigd tot predikant van de Hervormde Kerk in Krimpen aan den Lek. In 1961 maakte hij de overstap naar het onderwijs toen hij docent godsdienstonderwijs werd aan het Visser 't Hooft Lyceum in Leiden. Vanaf 1966 was hij daarnaast gemeenteraadslid in Leiden en in 1970 stopte hij als docent en werd hij in Leiden wethouder. In augustus 1974 werd Kret benoemd tot burgemeester van Sassenheim wat hij zou blijven tot mei 1989 toen hij vervroegd met pensioen ging. Ruim vier jaar later overleed Kret op 65-jarige leeftijd.
- Gemeinsame Normdatei: 1026905834
- International Standard Name Identifier: 0000 0000 5387 9929
- Library of Congress Control Number: no2004076524
- Nederlandse Thesaurus van Auteursnamen: 068219547
- Virtual International Authority File: 48943665
- WorldCat: E39PBJxrTmvXWWG8pBH7DYxhpP